# Första sikhkriget
Första sikhkriget utkämpades mellan den sikhiska riket och det Brittiska Ostindiska Kompaniet mellan 1845 och 1846. Det resulterade i delvis underkastelsen av sikhiska riket.

## Historia
Under brittiske generalguvernören Henry Hardinge (1844-1848) invecklades britterna i Indien i strider i Punjab, sedan grundläggaren av sikhernas därvarande rike, den med Storbritannien förbundne Ranjit Singh, avlidit 1839. Hans välrustade här (khalsa) blev under den ökande anarkin i Punjab innehavare av den egentliga statsmakten, och khalsan ryckte 1845, uppmuntrade av de brittiska motgångna i Afghanistan, in på brittiskt område. 
Detta första sikhkrig avslutades efter blodiga strider genom den hårdvunna brittiska segern i slaget vid Sobraon och huvudstaden Lahores intagande. Sikharméns makt inskränktes, vid den nye rajans sida ställdes en brittisk resident, Henry Lawrence, och brittiska trupper förlades tills vidare i garnison i flera av Punjabs städer. 